# Salvad al tigre
Salvad al tigre es una película estadounidense de 1973, dirigida por John G. Avildsen y protagonizada por Jack Lemmon, Jack Gilford, Laurie Heineman, Thayer David, Lara Parker y Liv Lindeland en los papeles principales. Ganadora del Óscar al mejor actor (Jack Lemmon). 

## Argumento
Harry Stoner (Jack Lemmon), es un ejecutivo de una compañía de ropa cerca de la ruina. Como no hay forma legal de mantener su empresa, Stoner considera incendiar su almacén para el pago del seguro. El incendio es acordado por Harry y su compañero, Phil Greene (Jack Gilford), un hombre de familia estable que observa la disminución de Harry. Esta última tarea se complica cuando un cliente tiene un ataque al corazón en los brazos de una prostituta llamada Margo (Lara Parker) que Stoner proporcionaba. 

## Reparto
- Jack Lemmon, Harry Stoner
- Jack Gilford, Phil Greene
- Laurie Heineman, Myra
- Norman Burton, Fred Mirrell
- Patricia Smith, Janet Stoner
- Thayer David, Charlie Robbins
- William Hansen, como Meyer
- Harvey Jason, Rico
- Liv Lindeland, Ula
- Lara Parker, Margo
- Eloise Hardt, Jackie
- Ned Glass, Sid Fivush
- Biff Elliot, Tigre Peticionario

## Premios
Premios Óscar
| Año  | Categoría              | Candidato    | Resultado |
| ---- | ---------------------- | ------------ | --------- |
| 1973 | Mejor actor            | Jack Lemmon  | Ganador   |
| 1973 | Mejor actor de reparto | Jack Gilford | Nominado  |
| 1973 | Mejor guion            | Steve Shagan | Nominado  |

Premios Globo de Oro
| Año  | Categoría              | Candidato              | Resultado |
| ---- | ---------------------- | ---------------------- | --------- |
| 1973 | Mejor película - Drama | Mejor película - Drama | Candidata |
| 1973 | Mejor actor - Drama    | Jack Lemmon            | Nominado  |
| 1973 | Mejor actor de reparto | Jack Gilford           | Nominado  |

Premios WGA
| Año  | Categoría            | Candidato    | Resultado |
| ---- | -------------------- | ------------ | --------- |
| 1974 | Mejor Guion original | Steve Shagan | Ganador   |

- Datos: Q771605